# Gigantisk soludbrud
 For alternative betydninger, se CME.
Et gigantisk soludbrud forkortet CME (efter engelsk coronal mass ejection) er et soludbrud, som forårsager en solstorm. Et gigantisk soludbrud er store mængder af primært ladede partikler som kastes ud med solvinden grundet store eksplosioner på solens overflade.
Et gigantisk soludbrud er på dansk også bl.a. set kaldet koronal masseudkastning, kraftigt soludbrud, voldsomt soludbrud, enormt soludbrud, ekstremt soludbrud og massivt soludbrud.

## Virkning
En solstorm er et vigtigt solfænomen, som blandt andet påvirker rumvejret. Hvis en solstorm når jorden, kan den påvirke jordens magnetosfære og kan på denne vis give ophav til en geomagnetisk storm. Geomagnetiske storme kan forstyrre blandt andet radiokommunikation og elnettet, men kan også give polarlys.